# إسك فيليرسليف
إسكي فيليرسليف هو عالم في مجال الوراثة التطورية دنماركي الجنسية، ولد في 5 يونيو 1971، وعرّف من خلال أبحاثه في مجال علم الإنسان الجزيئي، وعلم الإحاثة، وعلم البيئة. حصل على كرسي الأمير فيليب في جامعة كامبريدج وأصبح أستاذًا في علم البيئة والتطور في قسم علم الحيوان، وأستاذًا في جامعة كوبنهاغن في الدنمارك. وهو مدير مركز جيوجينتك، وباحث مشارك في معهد ويلكوم ترست سانجر، وعضو في كلية سانت جون في جامعة كامبريدج. كان فيليرسليف أحد المنتسبين الأجانب إلى الأكاديمية الوطنية للعلوم في الولايات المتحدة، حصل على وسام دانيبروغ الصادر عن ملكة الدنمارك مارغريت الثانية في عام 2017.

## نشأته وتعليمه
وُلد فيليرسليف في مدينة غنتوفتي شمال كوبنهاغن، وهو ابن المؤرخ ريتشارد فيليرسليف والمعلمة لونا لويل فيليرسليف، يملك توأمًا حقيقيًا هو عالم الأنثروبولوجيا ران فيليرسليف.
انشغل فيليرسوف بالرحلات الاستكشافية قبل أن يبدأ دراسته الأكاديمية، وقاد مع شقيقه التوأم عدة رحلات إلى سيبيريا في أوائل التسعينيات، جمع خلالها بقايا الهياكل العظمية للحيوانات الضخمة والتي حفظت في متحف ميزوغارد في الدنمارك (أكبر مجموعة إثنوغرافية سيبيري في الدنمارك). عمل في تجارة فراء الحيوانات في جمهورية ياقوتيا، واستمر في بيع فراء الحيونات التي يصطادها منذ عام 1993 إلى 1994. سلم فيليرسليف أطروحته الأكاديمية وحصل على درجة الدكتوراه في العلوم من جامعة كوبنهاغن في عام 2004. 

## حياته المهنية
انتقل فيليرسليف إلى جامعة أكسفورد، وشارك كعضو مستقل في مؤسسة وليكم ترست، أصبح أستاذًا في جامعة كوبنهاغن عندما كان عمره 33 عامًا. حصل فيليرسليف على كرسي الأمير فيليب في جامعة كامبريدج، وأصبح أستاذًا في علم البيئة والتطور في قسم علم الحيوان في عام 2015. كان فيليرسليف أحد المنتسبين الأجانب إلى الأكاديمية الوطنية للعلوم (الولايات المتحدة الأمريكية)، وأصبح عضوًا منتخبًا في الأكاديمية الملكية الدنماركية للعلوم والآداب، ودكتورًا فخريًا في كل من جامعة أوسلو وجامعة تارتو بإستونيا. حصل على وسام دانيبروغ الصادر عن ملكة الدنمارك مارغريت الثانية. دعي فيليرسليف ليكون أستاذًا زائرًا في جامعة أكسفورد في المملكة المتحدة، وأستاذًا زائرًا في معهد ميلر في جامعة كاليفورنيا في بيركلي.
حصل على العديد من الجوائز بما في ذلك جائزة أنتيكتي لأفضل ورقة بحثية في المجلة في عام 2009، وجائزة إلايت فورسك وهي الجائزة الرسمية لمجلس الأبحاث الدنماركي المستقل، وجائزة رونكار، وجائزة جينيوس لصحفيي العلوم الدنماركيين تقديرًا لأعماله البحثية الناجحة.

## أبحاثه

### الحمض النووي البيئي
تمكن فيليرسليف وزملاؤه من الحصول على الحمض النووي القديم، واستخلاصه مباشرةً من قلب الجليد. توسع فيليرسليف وفريقه في هذا النهج، وأثبت إمكانية الحصول على الحمض النووي من العينات البيئية (الحمض النووي البيئي).  حصل فيليرسليف على الحمض النووي البيئي من مجموعة متنوعة من الأماكن بما في ذلك الجليد القاعدي، واكتشف غابات غرينلاند منذ حوالي 400000 عام. استخدم فريقه أيضًا الحمض النووي البيئي للكشف عن الغابات في الدول الاسكندنافية خلال العصر الجليدي الأخير، واكتشف سيطرة النباتات المزهرة على بيئات السهوب في نصف الكرة الشمالي خلال العصر الجليدي، شكلت هذه النباتات مصدرًا مهمًا لغذاء الحيوانات الضخمة في تلك الفترة.
حدد فيليرسوف فترة حياة الماموث الصوفي في البر الرئيسي في ألاسكا، واكتشف أنها تزيد عن التوقعات السابقة بأكثر من 3500 عام، رفضت على هذه الأساس فرضيات انقراض الحيوانات الضخمة. وضحت أهمية تغير المناخ وتأثيره على التجمعات الحيوانية الكبيرة، وتأثير تراجع النباتات الغنية بالبروتينات أثناء فترة الانقراض الرباعي.

### انقراضات العصر الجليدي
قاد فيليرسليف فريقًا من الباحثين لإجراء دراسة وراثية واسعة النطاق، شمل فيها ستة أنواع من الحيوانات الضخمة التي عاشت خلال العصر الجليدي المتأخر عبر نصف الكرة الشمالي: الماموث الصوفي، ووحيد القرن الصوفي، والحصان، والرنة، وثور المسك. درست العلاقة بين بياناتهم الجينية وتغيرات المناخ والسجل الأثري. كان لتغير المناخ تأثيرًا واضحًا على كثافة وتعداد هذه الحيوانات على مدار الخمسين ألف عام الماضية. تباينت الاستجابة لتغيرات المناخ وتأثير الإنسان بين مختلف الأنواع.  قد يفسر تغير المناخ سبب انقراض ثور المسك الأوراسي ووحيد القرن الصوفي، بينما يعود سببب انقراض حيوان البيسون الأوراسي والحصان البري لتأثير الإنسان بالإضافة إلى تغير المناخ. لم تعرف أسباب انقراض الماموث الصوفي. لم يعثروا على أي دليل جيني ولم تلاحظ تغيرات مميزة لانقراض الماموث الصوفي ووحيد القرن من خلال دراسة الحيوانات التي نجت من الانقراض (الحصان، وحيوان الرنة، وثور المسك).

### التسلسل الأول لجينوم الإنسان القديم
تمكن فريق من الباحثين بقيادة فيليرسليف من ترتيب التسلسل الأول لجينوم الإنسان القديم، أخذت عينة الدراسة من شعر رجل عمره أكثر 4000عام، تعود أصوله إلى حضارة السقاق. قطع الحمض النووي، وأخذ منه جزء متوسط بحجم 55 زوجًا قاعديًا. توصل فريق فيليرسليف إلى النتائج التالية: تعود أصول شعوب السقاق لأحد الهجرات من سيبيريا إلى الأمريكيتين، ولكنها تختلف عن هجرة أسلاف الأمريكيين الأصليين والإنويت. تمثل شعوب الإسكيمو في العالم الجديد ثقافات مختلفة ولكن أثبتت الدراسات أنهم ينتمون جميعًا إلى أصل مشترك، وأنهم عاشوا في عزلة وراثية عن الأمريكيين الأصليين لما يقرب من 5000 عام قبل أن يتناقص عددهم بشكل واضح منذ حوالي 700 عام. كان هذا أول دليل جيني يثبت تأثير التغيير الثقافي الذي يحدث في العزلة ومن خلال انتشار الأفكار داخل السكان، وليس من خلال الاختلاط بين مجموعات سكانية مختلفة ومثاله ما حدث في نهاية العصر الحجري الأوروبي.

### السكان الأوائل للأمريكيتين
أجرى فيليرسوف دراسة بمساعدة مجموعة من الباحثين في عام 2008، أخذ خلالها عينات الحمض النووي من الكوبروليت من كهوف بيزلي في ولاية أوريغون، وتوصل أن تاريخ الوجود البشري في أمريكا الشمالية يعود لأكثر من 14000 عام وحوالي 1000 عام قبل وجود أسلاف الهنود (الأمريكيون القدماء).
وضعت نظريتان لهجرة السكان الأوائل من سيبيريا إلى الأمريكيتين، هاجر الناس عبر الممرات الخالية من الجليد في نهاية العصر الجليدي الأخير بحسب النظرية الأولى، بينما تنص النظرية الثانية أن الهجرة قد حدثت على امتداد ساحل المحيط الهادئ. 
نشرت ورقة بحثية في مجلة ناتشر العلمية في عام 2016، كشف فيليرسليف ومؤلفون مشاركون من خلالها استحالة نجاة السكان عبر الممر الخالي من الجليد، ما يرجح النظرية الثانية وأن الأمريكيين الأوائل قد هاجروا على طول ساحل المحيط الهادئ.
اكتشف فريق فيليرسليف مجموعة جديدة من الشعوب في الأمريكيتين في عام 2018، أطلقوا عليها اسم بيرنيغيان القدماء - وهي المجموعة الأولى المنوعة من الأمريكيين الأصليين. أجريت دراسة تسلسل جينوم هيكل عظمي عمره 11.5 ألف عام، استخرجت العينة من وقع أثري في ألاسكا. واستنتجوا من دراسة الجينوم ما يلي:
1. حدث الانقسام الأولي بين سكان شرق آسيا والأمريكيين الأصليين منذ حوالي 36 ألف عام، استمر تدفق الجينات حتى حوالي 25 ألف عام مضت.[37]
2. تنوع سكان البيرينغان القدامى واختلفوا عن الأمريكيين الأصليين منذ حوالي 22-18.1 ألف سنة، وبالتالي فهم أساس الفروع الشمالية والجنوبية من الأمريكيين الأصليين، والذين تنوعوا بين حوالي17.5–14.6-11.5 ألف سنة. ينتمي إلى هذه المجموعة جميع الأمريكيين الأصليين الآخرين.
3. تلقى بعض سكان أمريكا الشمالية الأصليين تدفقًا جينيًا من سكان سيبيريا بعد 11.5 ألف عام.